# 岡上樹庵
岡上 樹庵（おかのうえ じゅあん、文化12年（1815年）- 明治4年7月3日（1871年8月18日））は、幕末の土佐国の医者。名は新甫（しんすけ）。
実家は土佐藩士・藤田氏。先妻は不明だが、後妻に坂本龍馬の姉・乙女を迎えている。
代々土佐藩主の御典医を務める岡上家を天保10年（1839年）に継ぎ、藩主・山内容堂の寵愛を受けた。若い頃の容堂は度々岡上家を訪れては衣服などを下賜していたと言われている。
安政3年（1856年）頃、すぐ向かいに邸宅を持っていた坂本家の三女・乙女を後妻に迎え、その間には一男一女を生している（長女、岡上菊栄は高知県での慈善活動で著名）。義弟にあたる坂本龍馬が脱藩した際には、坂本家に害が及ばぬ様に容堂に働きかけたとも言われている。尤も夫婦仲はあまり良くなかったと伝わっており、樹庵の浮気の他にも樹庵の祖母と乙女の仲は芳しくなく、慶応3年（1867年）には乙女と離縁している。
その後も坂本家との交流は少なからず存在したが、明治4年（1871年）長男・赦太郎が亡くなると、後を追うように病没した。赦太郎の墓参による疲労が病に繋がったと言われている。樹庵の死後、家族は樹庵の兄の家である藤田家に身を寄せた。
身長が低く、怒りやすかったとされる。

## 登場作品
テレビドラマ
- 『龍馬伝』（2010年、NHK大河ドラマ 演：温水洋一）